# جوني إنجلش
جوني إنجلش (بالإنجليزية: Johnny English)‏ هو فلم كوميدي يقلّد أفلام جيمس بوند العميل السرّي البريطاني، بطولة روان أتكينسون كالعميل البريطاني الغير كفوء الذي اسمه كاسم الفيلم، وجون مالكوفيتش وبن ميلار وناتالي إمبروكليا.
كتب السيناريو كاتبي أفلام جيمس بوند نيل برفس وروبرت وايد مع ويليام ديفي وأخرج الفيلم بيتر هويت الممثل في المسلسل التلفزيوني السابق «بريد» Bread.

## القصة

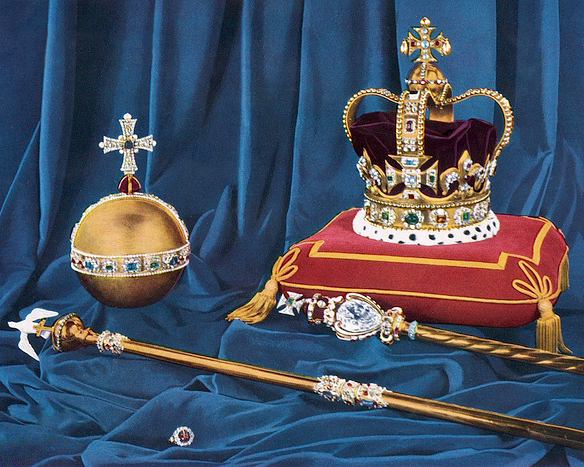
جواهر التاج البريطاني 1952

عندما يتم اكتشاف أن هناك مخطط لسرقة جواهر التاج البريطاني، تقوم بريطانيا بوضع عملائها السريين على القضية. ولكن بعد وقت قليل، يتم قتل كل العملاء بسبب انفجار مخطط. يتم استدعاء جوني إنكلش، الذي هو موظف في المخابرات البريطانية، كحل أخير. يستطيع مع مساعده بوف ان يكشفوا من هو وراء خطة السرقة، رجل فرنسي اسمه باسكال سوفاج، الذي كان لعائلته سابقاً في التاريخ حق للعرش البريطاني.
سوفاج، الذي يؤمن أن العرش البريطاني كان يجب أن يكون له وليس للملكة، نظم خطة شريرة لكي يصبح ملك المملكة المتحدة، الخطة هي: سرقة جواهر التاج، عمل شبيه لكبير أساقفة كانتربري، وجعل الأسقف المزيف ان يعين سوفاج كملك. جهود إنكلش تكشف هذه الخطة، ولمن سوفاج لم يتوقف ويقوم بعمل خطة أخرى.
في نفس الوقت، يقوم إنكلش بتبليغ الإم آي 7 (MI7) (المخابرات البريطانية) عن ما اكتشفه، الا انهم لا يصدقونه. يقوم إنكلش باقتحام حفلة نظمها سوفاج ولكن بسبب ذلك يتم طرده من قبل رؤساءه في المخابرات لانهم ظنوا أن عمل إنكلش كان غير مقبولاً خصوصاً ان سوفاج هو رجل محترم وقريب الملكة. سوفاج يصل إلى نتيجة ان إنكلش يعرف الكثير عن الخطة، فيقوم بتغييرها، يبدأ بإرسال عصابته إلى الملكة وجعلها تتخلى عن العرش وتتخلى عن حق عائلتها عن العرش البريطاني. الملكة في البداية رفضت التوقيع حتى وإن كان معنى ذلك ان تقتل، ولكن عندما هددت العصابة بقتل كلب الملكة، وقعت الملكة لخوفها على حياة كلبها. وبذلك، تُرك منصب الملك شاغراً لسوفاج. يتم إعلام سوفاج من قبل رئيس الوزراء البريطاني اليوم التالي انه هو أقرب فرد عائلة للمكلة، وبذلك فإن العرش البريطاني يعود إليه.
يقوم إنكلش باقتحام بيت سوفاج في فرنسا بوحده وبدون تصريح أو اوامر، ويقوم بسماع عرض سوفاج لأناس آخرين على تحويل المملكة المتحدة إلى سجن كبير عندما يصبح ملكاً لان من حق الملك أن يأخذ أي قطعة أرض يريدها من مملكته.
في حفل تتويج سوفاج، يصل إنكلش ويتهمه بالخيانة. وبينما هو يحاول أن يسترجع جواهر التاج من سوفاج، يتم بالخطأ تتويج إنكلش كملك على إنكلترا؛ ولأنه ملك، يأمر بوضع سوفاج في السجن ويقوم بإعلان كل القصة إلى الشعب، ويتخلى عن العرش لصالح الملكة، الأمر الذي تكافؤه عليه الملكة بجعله فارس أو سير للمكلة المتحدة.

## الأغاني المستخدمة في الفيلم
1. "A Man For All Seasons" - روبي ويليامز
2. Theme from Johnny English
3. Russian Affairs
4. A Man of Sophistication
5. "Kismet" - فرقة بوند
6. Truck Chase
7. "The Only Ones" - مولوكو
8. Parachute Drop
9. Pascal's Evil Plan
10. "Theme from Johnny English (Salsa Version)" - فرقة بوند
11. Off the Case
12. Cafe Conversation
13. Into Pascal's Lair
14. "Does Your Mother Know" - آببا
15. For England
16. Riviera Hideaway
17. Agent No. 1

## وصلات خارجية
- الموقع الرسمي نسخة محفوظة 16 ديسمبر 2002 على موقع واي باك مشين.
- جوني إنجلش على موقع IMDb (الإنجليزية)
- جوني إنجلش على موقع ميتاكريتيك (الإنجليزية)
- جوني إنجلش على موقع روتن توميتوز (الإنجليزية)
- جوني إنجلش على موقع نتفليكس (الإنجليزية)
- جوني إنجلش على موقع قاعدة بيانات الأفلام العربية
- جوني إنجلش على موقع ألو سيني (الفرنسية)
- جوني إنجلش على موقع Turner Classic Movies (الإنجليزية)
- جوني إنجلش على موقع أول موفي (الإنجليزية)
- جوني إنجلش على موقع بوكس أوفيس موجو (الإنجليزية)
- جوني إنجلش على موقع فيلمافينيتي (الإسبانية)